# Gheorghi Dameanovo, Montana
Gheorghi Dameanovo (în bulgară Георги Дамяново) este un sat în comuna Gheorghi Dameanovo, regiunea Montana,  Bulgaria. 

## Demografie
Componența etnică a satului Gheorghi Dameanovo
     Romi (1,33%)
     Bulgari (96%)
     Nicio identificare (2,66%)
     Altele (0,95%)
La recensământul din 2011, populația satului Gheorghi Dameanovo era de 526 locuitori. Din punct de vedere etnic, majoritatea locuitorilor (96,0%) erau bulgari, cu o minoritate de romi (1,33%). Pentru 2,66% din locuitori nu este cunoscută apartenența etnică.